# Брандрет, Джайлз
Джайлз Добене Брандрет (англ. Gyles Daubeney Brandreth; род. 8 марта 1948, Вупперталь, Северный Рейн-Вестфалия, Германия) —британский подкастер, писатель, в прошлом — политик. Биограф королевской семьи, первый рассказавший версию о том что Елизавета II болела раком костного мозга.
Учился в Оксфордском университете, работал телеведущим, театральным продюсером и писателем. В начале 1980-х годов вёл шоу Good Morning Britain и Шоу 'Один' на канале BBC. В 1992 году был избран в Палату общин Великобритании от Консервативной партии в избирательный округ Честер.